# Брассен, Луи
Луи Брассен (фр. Louis Brassin; 24 июня 1836, Ахен — 5 мая 1884, Санкт-Петербург) — бельгийский пианист и композитор, «лучший бельгийский пианист своей эпохи».

## Биография
Луи Брассен родился 24 июня 1836 года в городе Ахене в семье оперного певца, внучатый племянник известного флейтиста Луи Друэ. В 1847 г. семья Брассенов переехала в Лейпциг, где Брассен-старший получил ангажемент в опере, а Луи стал заниматься в Лейпцигской консерватории у Игнаца Мошелеса. Он начал концертировать с детского возраста, затем вместе с ним начали выступать его младшие братья — пианист Леопольд Брассен (1843—1890) и скрипач Герхард Брассен (1844—1885). Выступал также вместе со струнным квартетом под руководством Жака Дюпюи. Композиторское наследие Брассена включает две небольшие оперы, два фортепианных концерта, различные фортепианные пьесы и переложения (особенно известны были переложения пяти фрагментов из тетралогии Рихарда Вагнера «Кольцо Нибелунга»).
Как педагог Брассен начал преподавать в 1866 году в берлинской Консерватории Штерна, затем в 1868—1878 гг. был профессором Брюссельской консерватории (где у него учились, в частности, Джеймс Кваст и Эдгар Тинель, Исаак Альбенис), а с 1878 г. и до конца жизни преподавал в Санкт-Петербургской консерватории (его учениками были, в частности, Альберт Бенш, Василий Сафонов и Василий Сапельников).